# 金雀山街道
金雀山街道，是中华人民共和国山東省临沂市兰山区下辖的一个乡镇级行政单位。

## 行政区划
金雀山街道下辖以下地区：
南坛社区、御碑街社区、三里庄社区、傅家屯社区、普家村社区、焦家庄社区、小埠东社区、清泉庄社区、沂河社区、西苑社区、沂州社区、朝阳社区、东风社区、东关社区、煤山社区、东北园社区和东苑社区。